# Paul Gilson
Paul Gilson (ur. 15 czerwca 1865 w Brukseli, zm. 3 kwietnia 1942 tamże) – belgijski kompozytor i pedagog okresu romantyzmu.

## Życiorys
Gilson dzieciństwo spędził w podbrukselskiej wsi Ruysbroeck. Tam, u miejscowego organisty, zdobywał podstawy wiedzy muzycznej. Uczył go również dyrektor szkoły muzycznej w Anderlechcie nazwiskiem Duyck. W latach 1886–1889 studiował w Brukseli kompozycję u François Auguste'a Gevaerta. W 1889 r. otrzymał Prix de Rome za kantatę Sinaī. Rozgłos przyniosło mu wykonanie szkiców symfonicznych Le mer. Utwór ten z powodzeniem wykonywano w Londynie, Paryżu, Petersburgu i w wielu miastach Niemiec. Sławę Gilsona ugruntowało oratorium Francesca da Rimini, wykonane w 1895 r. w Brukseli. Po tych wydarzeniach, w latach 1899–1909 był wykładowcą harmonii w konserwatorium muzycznym w rodzinnym mieście, a w latach 1904–1909 także w Antwerpii. W 1909 r. otrzymał posadę inspektora szkół muzycznych we flamandzkiej części Belgii. Zajmował się krytyką muzyczną na łamach Le Soir i Diapason. Był również redaktorem muzycznym pisma Midi. W 1924 r. wspólnie z Marcelem Pootem założył La Revue musicale belge. Patronował, powstałej rok później, grupie flamandzkich i walońskich kompozytorów Les Sunthétistes, której niemal wszyscy członkowie byli jego uczniami.

## Twórczość
Na przełomie XIX i XX w. Gilson wysunął się na czoło współczesnych mu belgijskich kompozytorów. Był przede wszystkim symfonikiem. Jego styl kształtował się pod wpływem późnoromantycznej muzyki niemieckiej (zwłaszcza Wagnera). Z drugiej strony Paul Gilson jako jeden z pierwszych kompozytorów zachodnioeuropejskich umiał docenić stylistykę rosyjskiej szkoły narodowej. Propagował tę muzykę i przyswoił sobie niektóre środki stylistyczne członków Potężnej Gromadki. Przejął od nich m.in. skłonności orientalne i barwną instrumentację. To stylistyczne pokrewieństwo łatwo spostrzec w La mer. Ta czteroczęściowa symfonia programowa wyniosła muzykę belgijską na poziom europejski. W pierwszym dziesięcioleciu XX w. rozwój twórczości Gilsona uległ zahamowaniu. Nie wywarły na niego wpływu nowe koncepcje stylistyczne Debussy’ego czy Strawinskiego. Jednak sam Paul Gilson wywarł ogromny wpływ na rozwój belgijskiej muzyki nie tylko jako kompozytor, ale wychowawca dwóch pokoleń kompozytorów.